# Međunarodna željeznička unija
Međunarodna željeznička unija (kratica: UIC od franc. Union Internationale des Chemins de fer) međunarodna je organizacija utemeljena 20. listopada 1922. Njezino sjedište nalazi se u Parizu. Temeljna UIC-ova zadaća jest uskladiti i poboljšati uvjete u kojima se željeznice osnivaju i vode kako bi se olakšao međunarodni prijevoz. UIC-u je povjerena zadaća normiranja uvjeta pod kojima se obavlja željeznički prijevoz.

## Ciljevi
Glavni ciljevi su:
- olakšavanje dijeljenja najboljih praksi postupanja između članica (benchmarking)
- podrška članicama u njihovim nastojanjima razvoja novog poslovanja i novih područja aktivnosti
- predlaganje novih puteva za unaprijeđivanje učinka na okoliš
- promicanje interoperabilnosti, stvaranje novih svjetskih standarda za željeznicu (uključujući uobičajene standarde u odnosu na druge grane prijevoza)
- stvaranje centara kompetencije (velika brzina, sigurnost, osiguranje, e-Posao, ...)

## Vanjske poveznice
- Službene stranice UIC-a